# Apostolos Kaklamanis

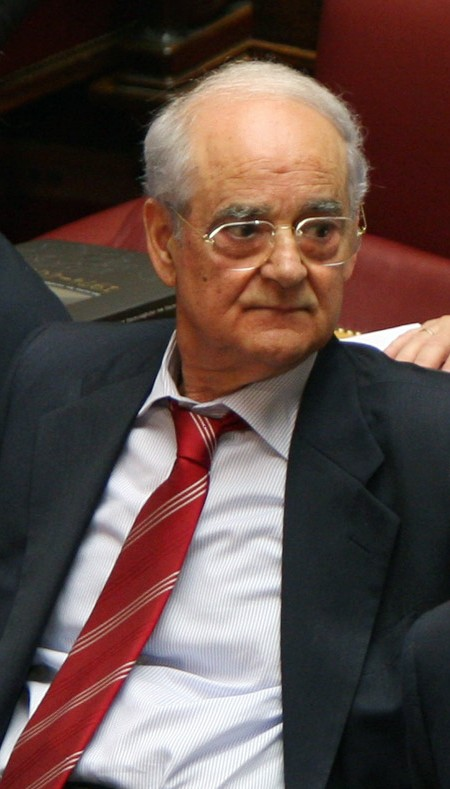
Apostolos Kaklamanis

Apostolos Kaklamanis (griechisch Απόστολος Κακλαμάνης) (* 7. September 1936 in Lefkada) ist ein griechischer Politiker.
Kaklamanis studierte Rechtswissenschaften. 1961 schloss er sich der Enosis Kendrou von Georgios Papandreou an. Nach dem Ende der Militärherrschaft (1967–1974) gehörte er zu den Gründungsmitgliedern der sozialdemokratischen PASOK
Kaklamanis wurde 1974 erstmals als Abgeordneter der PASOK in das griechische Parlament gewählt und seither bei allen Wahlen wiedergewählt.
Er bekleidete Ministerposten in mehreren Regierungen: Den Kabinetten von Andreas Papandreou gehörte er 1981 bis 1982 und nochmals 1988 als Arbeitsminister, 1982 bis 1986 als Minister für Nationale Bildung und Religiöse Angelegenheiten, 1985 als Minister für Forschung und Technologie 1986 bis 1987 als Justizminister, 1987 bis 1988 als Minister beim Ministerpräsidenten, 1988 bis 1989 als Minister für Gesundheit und Soziale Sicherheit an, der Übergangsregierung von Xenophon Zolotas als Arbeitsminister.
Vom 22. Oktober 1993 bis 19. März 2004 war er Parlamentspräsident.